# Iiella iriomotensis
Iiella iriomotensis är en kräftdjursart som beskrevs av Nobuyuki Fukuoka och Murano 1997. Iiella iriomotensis ingår i släktet Iiella och familjen Mysidae. Inga underarter finns listade i Catalogue of Life.